# 烈士陵园
烈士陵园是埋葬、纪念烈士的场所。中华人民共和国境内建有大量烈士陵园。

## 法律
中华人民共和国境内的烈士陵园，作为英雄烈士纪念设施，受《中华人民共和国英雄烈士保护法》保护。在烈士陵园内，做出侵害烈士名誉的行为，可能触犯《刑法》侵害英雄烈士名誉、荣誉罪，最高可处三年以下有期徒刑、拘役、管制或者剥夺政治权利。

## 烈士陵园列表
本节只列举部分被列入全国重点烈士纪念建筑物保护单位或国家级抗战纪念设施、遗址名录的烈士陵园。欲查看完整的列表，请见中华人民共和国烈士陵园列表。

### 华北地区
- 平西烈士陵园
- 李大钊烈士陵园
- 盘山烈士陵园
- 华北军区烈士陵园
- 保定烈士陵园
- 晋察冀烈士陵园
- 冀东烈士陵园
- 郑州烈士陵园
- 焦裕禄烈士陵园
- 临汾烈士陵园
- 太行太岳烈士陵园
- 内蒙古烈士陵园

### 东北地区
- 沈阳抗美援朝烈士陵园
- 辽沈战役烈士陵园
- 杨靖宇烈士陵园
- 哈尔滨烈士陵园

### 华东地区
- 华东革命烈士陵园
- 胶东革命烈士陵园
- 济南革命烈士陵园
- 鲁西南革命烈士陵园
- 鲁南烈士陵园
- 龙华烈士陵园
- 宝山烈士陵园
- 高桥烈士陵园
- 雨花台烈士陵园
- 赣榆抗日山烈士陵园
- 邳州市王杰烈士陵园
- 皖南事变烈士陵园
- 厦门烈士陵园

### 中南/华南地区
- 向警予烈士陵园
- 湘鄂西苏区革命烈士陵园
- 衡阳市烈士陵园
- 广西壮族自治区烈士陵园
- 广州起义烈士陵园
- 十九路军淞沪抗日阵亡将士陵园
- 西贡斩竹湾烈士墓园
- 解放海南岛战役烈士陵园

### 西南地区
- 张自忠烈士陵园
- 自贡市烈士陵园
- 遵义红军烈士陵园
- 腾冲国殇墓园
- 山南烈士陵园

### 西北地区
- 西安烈士陵園
- 刘志丹烈士陵园
- 兰州市烈士陵园
- 西宁市烈士陵园
- 乌鲁木齐烈士陵园
- 伊宁烈士陵园